# Limnophila obscuripennis
Limnophila obscuripennis là một loài ruồi trong họ Limoniidae. Chúng phân bố ở miền Australasia.